# Hotel Commercianti
L'Hotel Commercianti è un'attività storica di Bologna. È situato in via de' Pignattari, nelle adiacenze di Piazza Maggiore.

## Storia
Le prime testimonianze storiche della locanda si possono ritrovare nell'incisione del 1712 "Giuoco nuovo di tutte l'osterie che sono in Bologna" di Giuseppe Maria Mitelli: alla dodicesima casella è raffigurata l'insegna dell'attività detta “Dalla Pellegrina”, situata nel Giardino di via De' Pignattari. Del nome di questa locanda si trova di nuovo traccia in un contratto di locazione del Commendatario della Magione di Santa Maria del Tempio stilato nel 1760.
Agli inizi del Novecento,  l'Osteria diviene albergo, prendendo nome dai commercianti che frequentavano l'importante mercato tenuto ogni settimana nella vicina Piazza Maggiore.

## Edificio

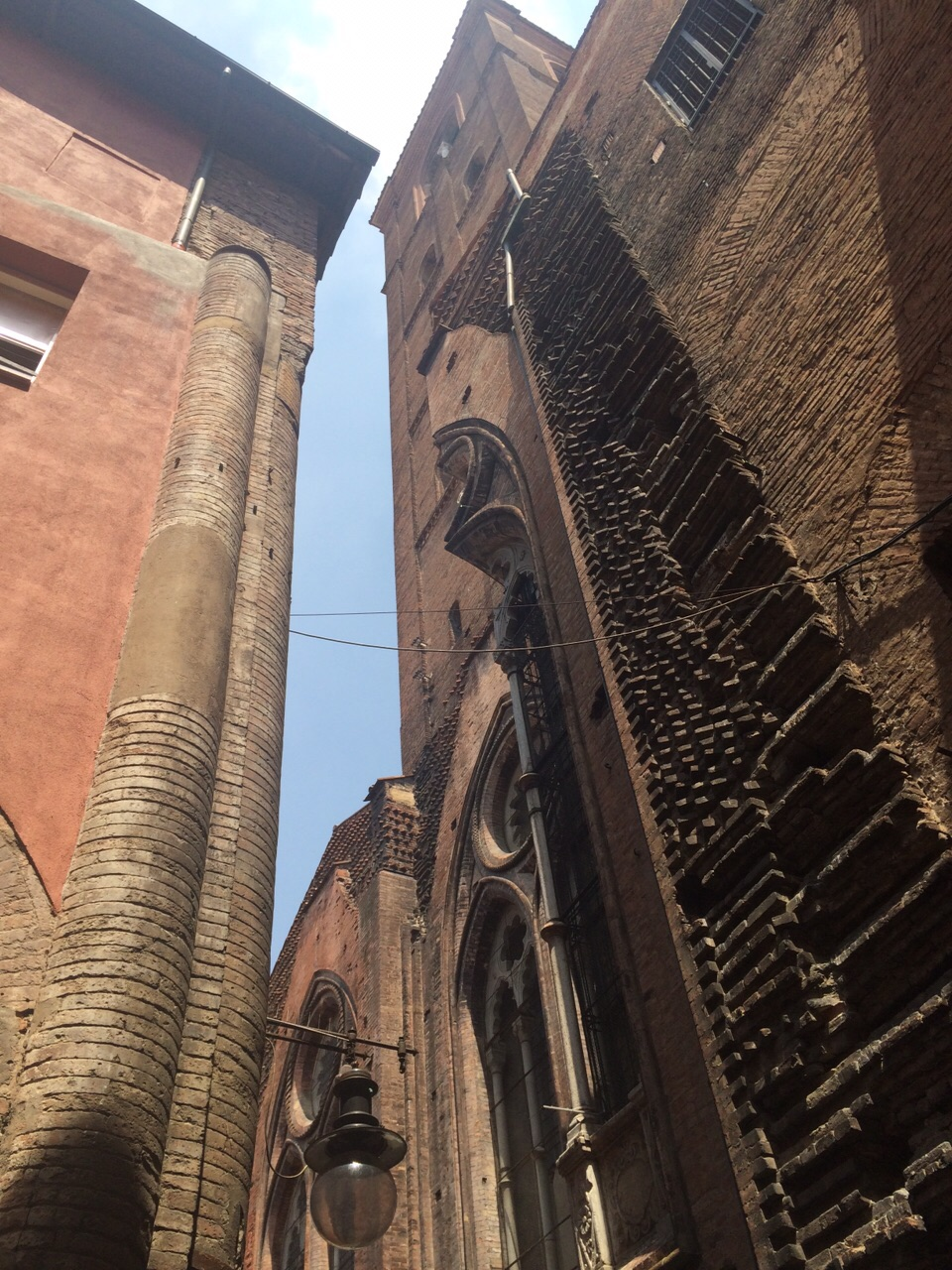
Foto del pilastro polistilo che sorregge la facciata dell’edificio

Le prime note storiche sull'edificio risalgono all'anno 1116, in piena età medioevale, quando la struttura che oggi ospita l'Hotel Commercianti e la curia di Sancti Ambrosii vengono elette dalle autorità cittadine come Casa del Comune. Questo complesso era situato nella zona dell'attuale vicolo Colombina, all'angolo di Via de'Pignattari, dove si sono riunite le prime assemblee di cittadini.
Già alla metà del XII secolo l'edificio risultò insufficiente ad una città in piena espansione demografica ed economica. Il podestà, che oltre al potere esecutivo esercitava anche quello giudiziario, si trasferì in zona Archiginnasio per poi, all'inizio del XIII secolo, occupare il Palazzo Civico appositamente edificato in Piazza Maggiore. Non più sede del Comune di Bologna, l'edificio viene abitato da due tra i più celebri glossatori di Bologna: Alberico di Porta Ravegnana che ne fece sede della Società delle Arti e Odofredo che la utilizzò come abitazione personale: come usava a quei tempi, ambedue i docenti tenevano lezione presso la propria abitazione.
Nel 1385 si vide crescere il poderoso cantiere della Basilica di San Petronio, destinata ad essere perfino più grande di San Pietro a Roma. Per dare spazio a questa monumentale costruzione fu demolita la curia di Sancti Ambrosii, oltre alla maggior parte di un esteso borgo medievale che comprendeva almeno otto tra chiese e torri. L'edificio che attualmente ospita l'Hotel Commercianti, anch'esso destinato ad essere sacrificato a questo progetto, si salvò grazie alla decisione presa dello Stato Pontificio di non permettere il completamento di un'opera che avrebbe oscurato l'immagine di San Pietro, simbolo del mondo Cristiano.
A tutt'oggi, nonostante le innumerevoli ristrutturazioni, sono ancora visibili le strutture originarie dell'edificio e della torre annessa: all'esterno l'alto pilastro polistilo e le intelaiature lignee del portico sorreggono ancora la facciata originale, così come negli interni le travature annerite da un antico incendio sono tuttora struttura portante dell'intero edificio. Il pozzo che cala nella profondità del sottosuolo è quello che un tempo riforniva l'acqua agli abitanti della torre mentre gli affreschi, realizzati con le originarie tecniche dello spolvero, raffigurano gli stemmi araldici di antiche famiglie bolognesi.

## Brentatori
L'edificio, oltre all'antico Comune di Bologna e alla sede della scuola di Diritto Romano, fu anche la prima sede storica documentata della compagnia dell'Arte dei Brentatori, nel 1250. 
I Brentatori sono una delle più antiche società delle Arti, profondi conoscitori ed estimatori del vino erano gli unici giudici che potessero attestarne la qualità e lo trasportavano per mezzo di “Brente” recipienti portati a dorso, ma in caso di necessità assumevano il ruolo di vigile del fuoco, accorrendo con la loro brenta a spegnere i frequenti casi di incendio.